# Caudecoste
Caudecoste est une commune du Sud-Ouest de la France, située dans le département de Lot-et-Garonne (région Nouvelle-Aquitaine).

## Géographie

### Localisation
Commune de l'Agglomération d'Agen située dans le Brulhois sur la Garonne. C'est une commune limitrophe avec le département de Tarn-et-Garonne.

### Communes limitrophes
Les communes limitrophes sont Saint-Jean-de-Thurac, Cuq, Dunes, Fals, Layrac, Saint-Nicolas-de-la-Balerme, Saint-Sixte et Sauveterre-Saint-Denis.
| Sauveterre-Saint-Denis | Saint-Jean-de-Thurac | Saint-Nicolas-de-la-Balerme |
| Layrac                 | Caudecoste           | Saint-Sixte                 |
| Fals                   | Cuq                  | Dunes (Tarn-et-Garonne)     |

### Climat
Pour des articles plus généraux, voir Climat de la Nouvelle-Aquitaine et Climat de Lot-et-Garonne.
Historiquement, la commune est exposée à un climat océanique aquitain.  
En 2020, Météo-France publie une typologie des climats de la France métropolitaine dans laquelle la commune est exposée à un climat océanique altéré et est dans la région climatique Aquitaine, Gascogne, caractérisée par une pluviométrie abondante au printemps, modérée en automne, un faible ensoleillement au printemps, un été chaud (19,5 °C), des vents faibles, des brouillards fréquents en automne et en hiver et des orages fréquents en été (15 à 20 jours).
Pour la période 1971-2000, la température annuelle moyenne est de 13 °C, avec une amplitude thermique annuelle de 15,6 °C. Le cumul annuel moyen de précipitations est de 746 mm, avec 9,5 jours de précipitations en janvier et 6,4 jours en juillet. Pour la période 1991-2020, la température moyenne annuelle observée sur la station météorologique la plus proche, située sur la commune d'Estillac à 14 km à vol d'oiseau, est de 13,8 °C et le cumul annuel moyen de précipitations est de 708,2 mm,. Pour l'avenir, les paramètres climatiques de la commune estimés pour 2050 selon différents scénarios d'émission de gaz à effet de serre sont consultables sur un site dédié publié par Météo-France en novembre 2022.

## Urbanisme

### Typologie
Au 1er janvier 2024, Caudecoste est catégorisée commune rurale à habitat dispersé, selon la nouvelle grille communale de densité à sept niveaux définie par l'Insee en 2022.
Elle est située hors unité urbaine. Par ailleurs la commune fait partie de l'aire d'attraction d'Agen, dont elle est une commune de la couronne,. Cette aire, qui regroupe 81 communes, est catégorisée dans les aires de 50 000 à moins de 200 000 habitants,.

### Occupation des sols

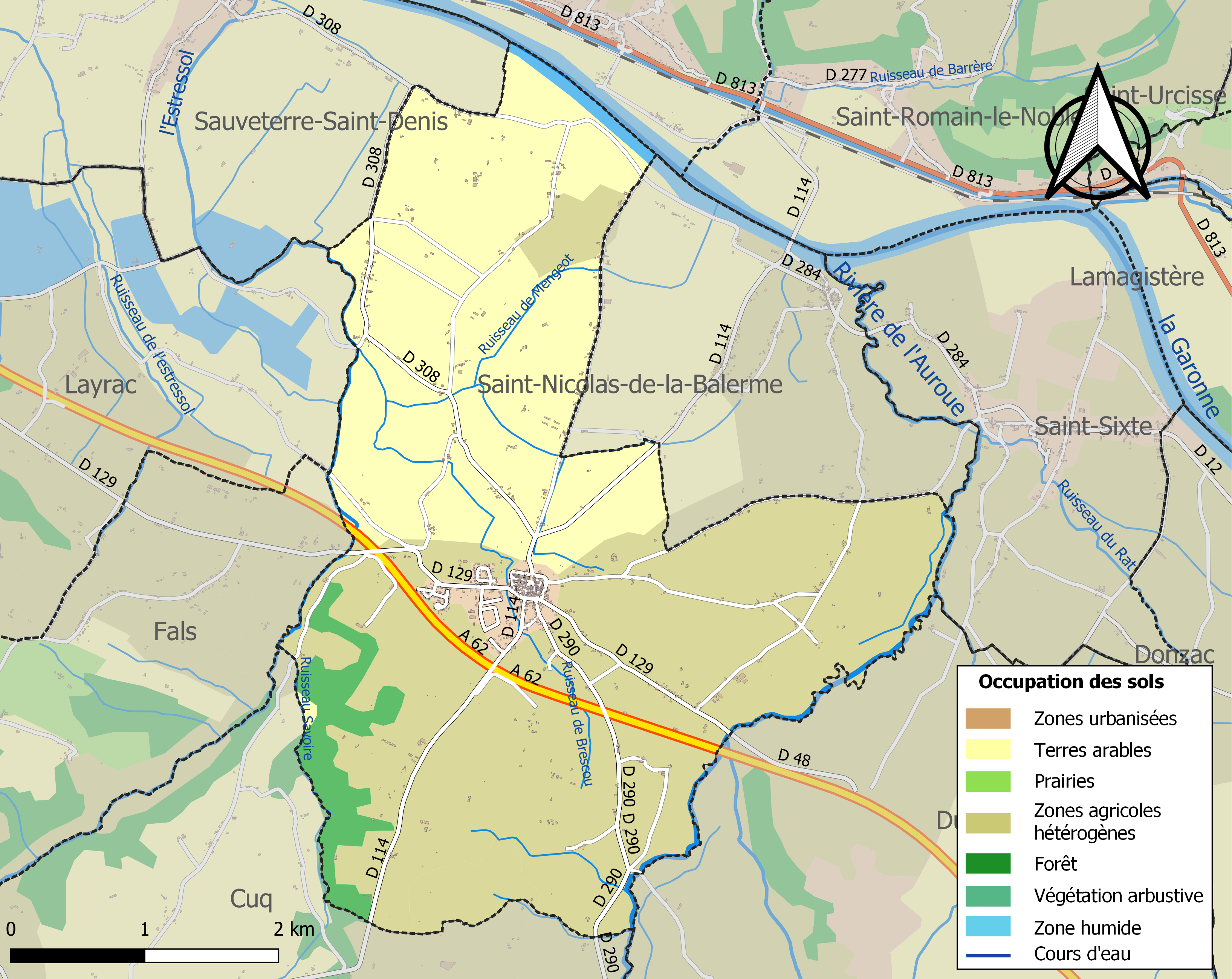
Carte des infrastructures et de l'occupation des sols de la commune en 2018 (CLC).

L'occupation des sols de la commune, telle qu'elle ressort de la base de données européenne d’occupation biophysique des sols Corine Land Cover (CLC), est marquée par l'importance des territoires agricoles (92,6 % en 2018), en diminution par rapport à 1990 (93,4 %). La répartition détaillée en 2018 est la suivante : 
zones agricoles hétérogènes (56,2 %), terres arables (32,3 %), forêts (4,2 %), cultures permanentes (4,1 %), zones urbanisées (2,4 %), eaux continentales (0,8 %). L'évolution de l’occupation des sols de la commune et de ses infrastructures peut être observée sur les différentes représentations cartographiques du territoire : la carte de Cassini (XVIIIe siècle), la carte d'état-major (1820-1866) et les cartes ou photos aériennes de l'IGN pour la période actuelle (1950 à aujourd'hui).

### Risques majeurs
Le territoire de la commune de Caudecoste est vulnérable à différents aléas naturels : météorologiques (tempête, orage, neige, grand froid, canicule ou sécheresse), inondations, mouvements de terrains et séisme (sismicité très faible). Il est également exposé à deux risques technologiques,  le transport de matières dangereuses et le risque nucléaire. Un site publié par le BRGM permet d'évaluer simplement et rapidement les risques d'un bien localisé soit par son adresse soit par le numéro de sa parcelle.

#### Risques naturels
La commune fait partie du territoire à risques importants d'inondation (TRI) d’Agen, regroupant 20 communes concernées par un risque de débordement de la Garonne, un des 18 TRI qui ont été arrêtés fin 2012 sur le bassin Adour-Garonne. Les événements antérieurs à 2014 les plus significatifs sont les crues de 1435, 1875, 1930, 1712, 1770 et 1952. Des cartes des surfaces inondables ont été établies pour trois scénarios : fréquent (crue de temps de retour de 10 ans à 30 ans), moyen (temps de retour de 100 ans à 300 ans) et extrême (temps de retour de l'ordre de 1 000 ans, qui met en défaut tout système de protection). La commune a été reconnue en état de catastrophe naturelle au titre des dommages causés par les inondations et coulées de boue survenues en 1982, 1993, 1999, 2003 et 2009,.
Les mouvements de terrains susceptibles de se produire sur la commune sont des tassements différentiels.

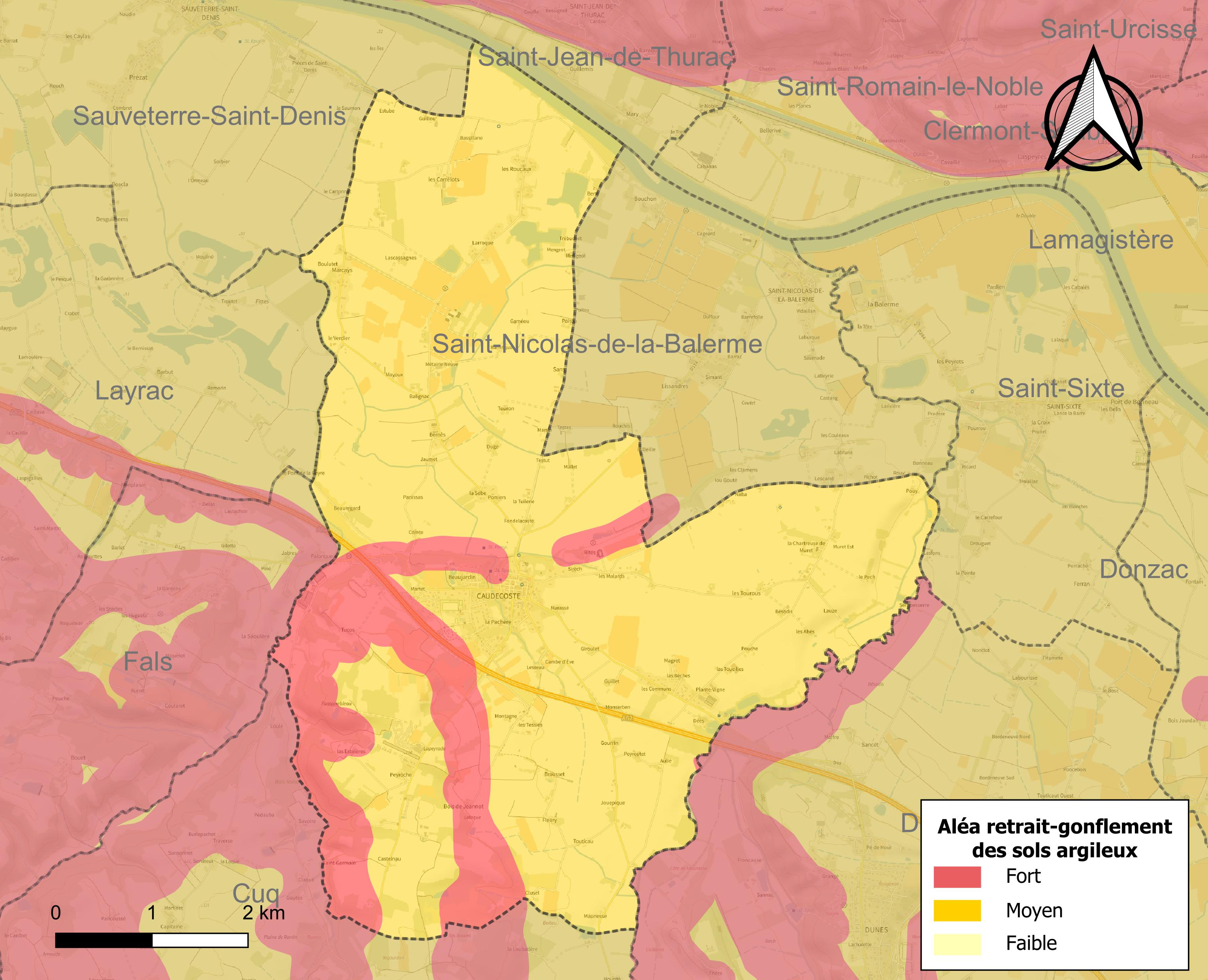
Carte des zones d'aléa retrait-gonflement des sols argileux de Caudecoste.

Le retrait-gonflement des sols argileux est susceptible d'engendrer des dommages importants aux bâtiments en cas d’alternance de périodes de sécheresse et de pluie. La totalité de la commune est en aléa moyen ou fort (91,8 % au niveau départemental et 48,5 % au niveau national). Depuis le 1er octobre 2020, en application de la loi ELAN, différentes contraintes s'imposent aux vendeurs, maîtres d'ouvrages ou constructeurs de biens situés dans une zone classée en aléa moyen ou fort,.
Concernant les mouvements de terrains, la commune a été reconnue en état de catastrophe naturelle au titre des dommages causés par la sécheresse en 1989, 2003, 2009, 2011, 2015 et 2017 et par des mouvements de terrain en 1999.

#### Risque technologique
La commune étant située dans le périmètre du plan particulier d'intervention (PPI) de 20 km autour de la centrale nucléaire de Golfech, elle est exposée au risque nucléaire. En cas d'accident nucléaire, une alerte est donnée par différents médias (sirène, sms, radio, véhicules). Dès l'alerte, les personnes habitant dans le périmètre de 2 km se mettent à l'abri. Les personnes habitant dans le périmètre de 20 km peuvent être amenées, sur ordre du préfet, à évacuer et ingérer des comprimés d’iode stable,,.

## Histoire
Les premiers habitants du site qui s’organisèrent furent les gallo-romains, ils habitaient au bord du fleuve, des vestiges de poteries, de tuiles et un four ont été mis au jour dans une gravière au lieu-dit Berty.
1096 : Communauté de Caudecoste
Le pape Urbain II reconnut la communauté de Caudecoste. Mais les caprices du fleuve dont le cours était encombré de petits îlots et de bois, rendait cet habitat assez précaire, aussi ils se déplacèrent vers ce léger promontoire bien situé au bord de la première terrasse qui dominait toute la plaine. On y accédait par une côte courte mais âpre... où l’on avait très chaud en arrivant au sommet : d’où son nom Costo Caudo.
Pour se défendre des bandes de pillards qui convoitaient les réserves des paysans et même des Vikings qui firent des incursions en Agenais, ils entourèrent le village de palissades. Au village, étaient implantés les commerces et les notables, en plaine, les paysans, les serfs cultivaient des céréales, et de la vigne sur les hauteurs.
Vers 1270, une crue de la Garonne que certains historiens toulousains donnent comme la plus importante jamais enregistrée, dévasta une grande partie des abris et des cultures situés dans la plaine. Le petit village, entouré de palissades, ne pouvant accueillir tous ces gens qui ne voulaient plus construire si près du fleuve, il est permis de penser que les consuls de l’époque décidèrent à ce moment-là de construire une bastide plus importante et mieux défendue.
C’est donc entre 1273 et 1300 que fut menée à bien la plus grande partie de la construction de la bastide ecclésiastique de Caudecoste.

### Construction de la bastide
La bastide : une place carrée, entourée de maisons avec un passage couvert appelé cornière ou arcades. Les rues se recoupent à angle droit. Certaines maisons possèdent un jardin sur l’arrière. Sur la place, deux puits qui existent toujours. Le tout fut entouré de remparts, murs de pierres et de cailloux, de plus d’un mètre d’épaisseur et de quatre mètres de haut dont des vestiges se voient encore de nos jours. Une église fut construite sur l’emplacement de l’actuelle qui, elle, n’a que 100 ans.
Sur la place, des commerces, du moins sous les arcades : boucher, débit de boissons, échoppes de sabotier, tailleur, marchands d’étoffes et sur cette place, un marché où s’échangeaient et se vendaient toutes les productions agricoles de l’époque : œufs, volailles, légumes, vins...
À l’extérieur, le Foirail où se tenait la foire : on y vendait le bétail de trait, les chèvres et les moutons - foire importante : Caudecoste étant le centre géographique de ce qui allait devenir le canton.
- Sur cette place - autour de laquelle fut dessinée et construite la bastide, il y a des maisons qui ont été entretenues et quelquefois restaurées mais dont le gros-œuvre est originel à leur construction, soit entre 1270 et 1300.
- Ces cornières ont des piliers et des poutres en châtaignier, bois qui abondait dans les alentours. Les maisons plus modernes sont des constructions qui ont été réalisées après des destructions et incendies durant le siège de Caudecoste, en 1651 où presque toute la population fut massacrée.

### Seconde Guerre mondiale
Victimes des nazis le 23 juin 1944 :
- Armand Casse, réfugié chez sa grand-mère. Membre du Corps Franc Pommiès, domicilié à Puymirol où une stèle est à sa mémoire place du Foirail.
- Marcellin Serret, 42 ans, pendu à la treille du cordonnier.
- Roger Dublin, 32 ans, amené dans le village de Dunes (Tarn-et-Garonne), pendu avec 10 autres victimes.

## Héraldique
| Blason | Blasonnement : D’or au mont de trois coupeaux d’azur mouvant de la pointe. |

## Politique et administration
| Période                                  | Période   | Identité             | Étiquette | Qualité             |
| ---------------------------------------- | --------- | -------------------- | --------- | ------------------- |
| Les données manquantes sont à compléter. |           |                      |           |                     |
|                                          |           |                      |           |                     |
| mars 1977                                | juin 1995 | René Capus           |           |                     |
| juin 1995                                | mars 2008 | Paul Rogale          |           |                     |
| mars 2008                                | 2009      | Jean-Pierre Audoire  | SE        |                     |
| avril 2009                               | mai 2020  | Jean-Jacques Plo     | SE        |                     |
| mai 2020                                 | En cours  | François Dailledouze |           | Professeur de lycée |

## Démographie
L'évolution du nombre d'habitants est connue à travers les recensements de la population effectués dans la commune depuis 1793. Pour les communes de moins de 10 000 habitants, une enquête de recensement portant sur toute la population est réalisée tous les cinq ans, les populations de référence des années intermédiaires étant quant à elles estimées par interpolation ou extrapolation. Pour la commune, le premier recensement exhaustif entrant dans le cadre du nouveau dispositif a été réalisé en 2004.

En 2022, la commune comptait 1 133 habitants, en évolution de +7,5 % par rapport à 2016 (Lot-et-Garonne : −0,18 %, France hors Mayotte : +2,11 %).
| 1793  | 1800  | 1806  | 1821  | 1831  | 1836  | 1841  | 1846  | 1851  |
| ----- | ----- | ----- | ----- | ----- | ----- | ----- | ----- | ----- |
| 1 230 | 1 069 | 1 133 | 1 166 | 1 186 | 1 131 | 1 116 | 1 103 | 1 098 |

| 1856  | 1861  | 1866  | 1872 | 1876  | 1881 | 1886 | 1891 | 1896 |
| ----- | ----- | ----- | ---- | ----- | ---- | ---- | ---- | ---- |
| 1 050 | 1 044 | 1 040 | 991  | 1 012 | 940  | 940  | 864  | 831  |

| 1901 | 1906 | 1911 | 1921 | 1926 | 1931 | 1936 | 1946 | 1954 |
| ---- | ---- | ---- | ---- | ---- | ---- | ---- | ---- | ---- |
| 808  | 814  | 843  | 747  | 758  | 750  | 731  | 714  | 794  |

| 1962 | 1968 | 1975 | 1982 | 1990 | 1999 | 2004 | 2006 | 2009 |
| ---- | ---- | ---- | ---- | ---- | ---- | ---- | ---- | ---- |
| 779  | 768  | 776  | 832  | 855  | 910  | 911  | 893  | 933  |

| 2014  | 2019  | 2022  | - | - | - | - | - | - |
| ----- | ----- | ----- | - | - | - | - | - | - |
| 1 010 | 1 109 | 1 133 | - | - | - | - | - | - |

## Lieux et monuments
- Château de Nazelles, château inscrit au titre des monuments historiques en 1997[30].
- Bastide du XIIIe siècle, Caudecoste conserve de sa riche histoire de nombreux vestiges de maisons à pans de bois, la place des Cornières avec ses passages couverts, des remparts.
- Église Sainte-Marie-Madeleine de Caudecoste.
- Musée situé dans la Maison des Consuls.
- École Jean Couture (architecture type Jules Ferry).
- Château de Beaujardin

## Sports
Rugby à XV
- L'Alliance ovalienne caudecostoise en Brulhois (AOCB), créée en 2005, champion du Périgord-Agenais de 2e série en 2008[31] et vice champion de France de 4e série en 2016[32]

## Jumelages
- Balgau (France) depuis 1985.